# Väggdikterna i Leiden
Väggdikterna i Leiden är ett hundratal väggdikter i den nederländska staden Leiden.

## Historik
Inom ramen för ett projekt som initierades av bildkonstnärerna Ben Walenkamp och Jan-Willem Bruins och som kallades "Poesi på väggarna" tillkom en första väggdikt år 1992. Den holländske poeten Gerrit Achterberg är dock ensam om två väggdikter i staden.  Kleine kaballistiek voor kinderen uppfördes vid en lekplats redan 1987 på Nooachstraat 2, fem år före stadens egentliga väggdiktprojekt inleddes. Senare valde projektledarna ut ytterligare en dikt av honom och uppförde den på en annan plats. I Leiden har annars dikter skrivna av såväl kända som okända poeter från hela världen uppmärksammats på detta vis. De är som regel på originalspråk och bara undantagsvis samtidigt översatta. I Leiden finns för närvarande 104 väggdikter. Någon enstaka finns i en offentlig lokal inomhus. Den första tillkom på Nieuwsteeg 1 i hörnet av Kloksteeg och är skriven av den ryska poeten Marina Tsvetajeva. Projektets mest intensiva period avslutades 2005 med dikten De Profundis av spanjoren Federico García Lorca. Blott två dikter har tillkommit sedan dess (2011). Som enda svenska bidrag hittills förärades år 2003 Nils Ferlins dikt Stjärnorna kvittar det lika en plats på en vägg vid adressen De Sitterlaan 18 (hörnet av Van der Waalsstraat).

## Bildgalleri från Leiden

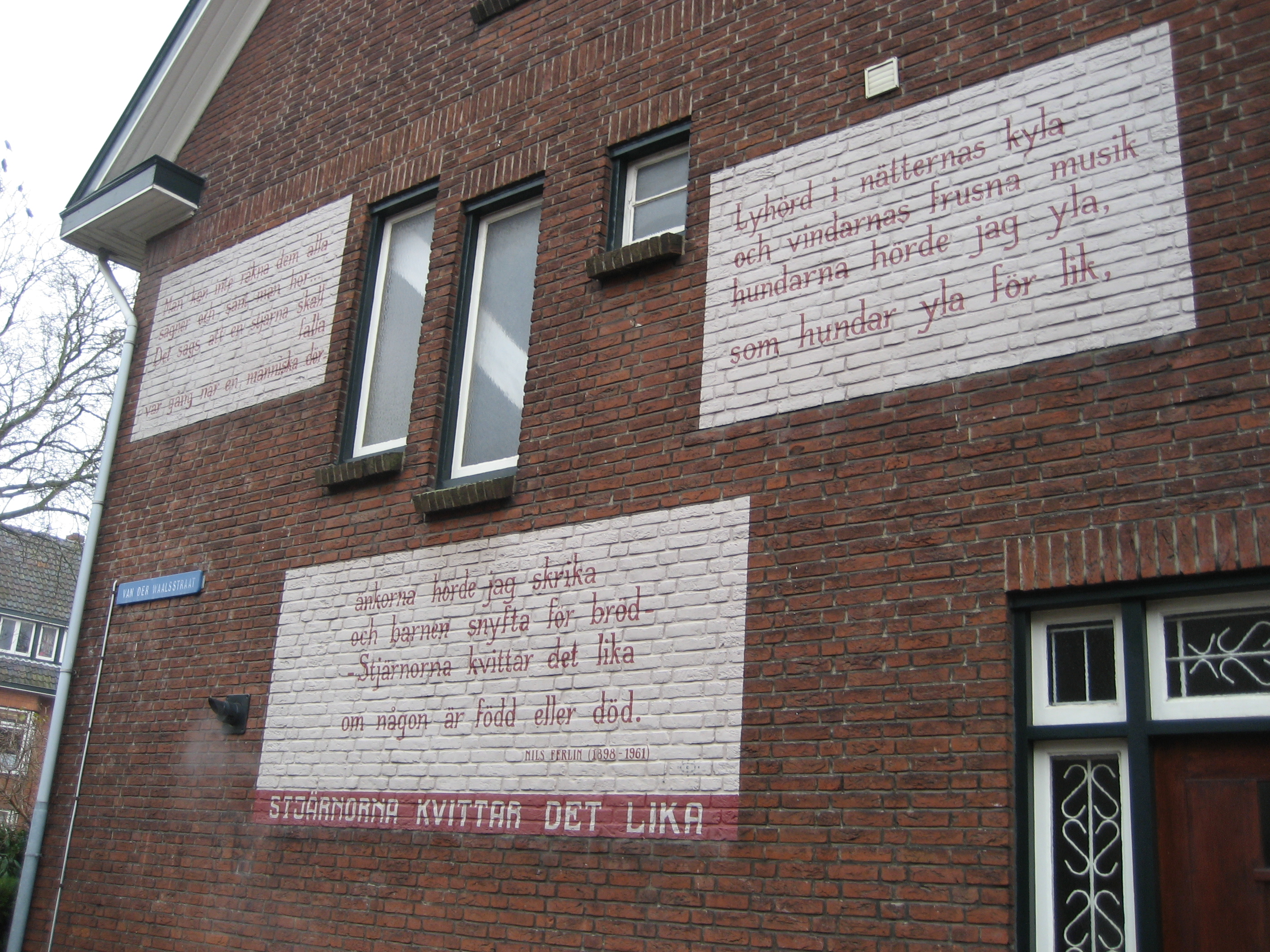
Stjärnorna kvittar det lika ur Nils Ferlins debutdiktsamling En döddansares visor från 1930. Sedan 2003 på en husvägg i hörnet av Van der Waalsstraat / De Sitterlaan.
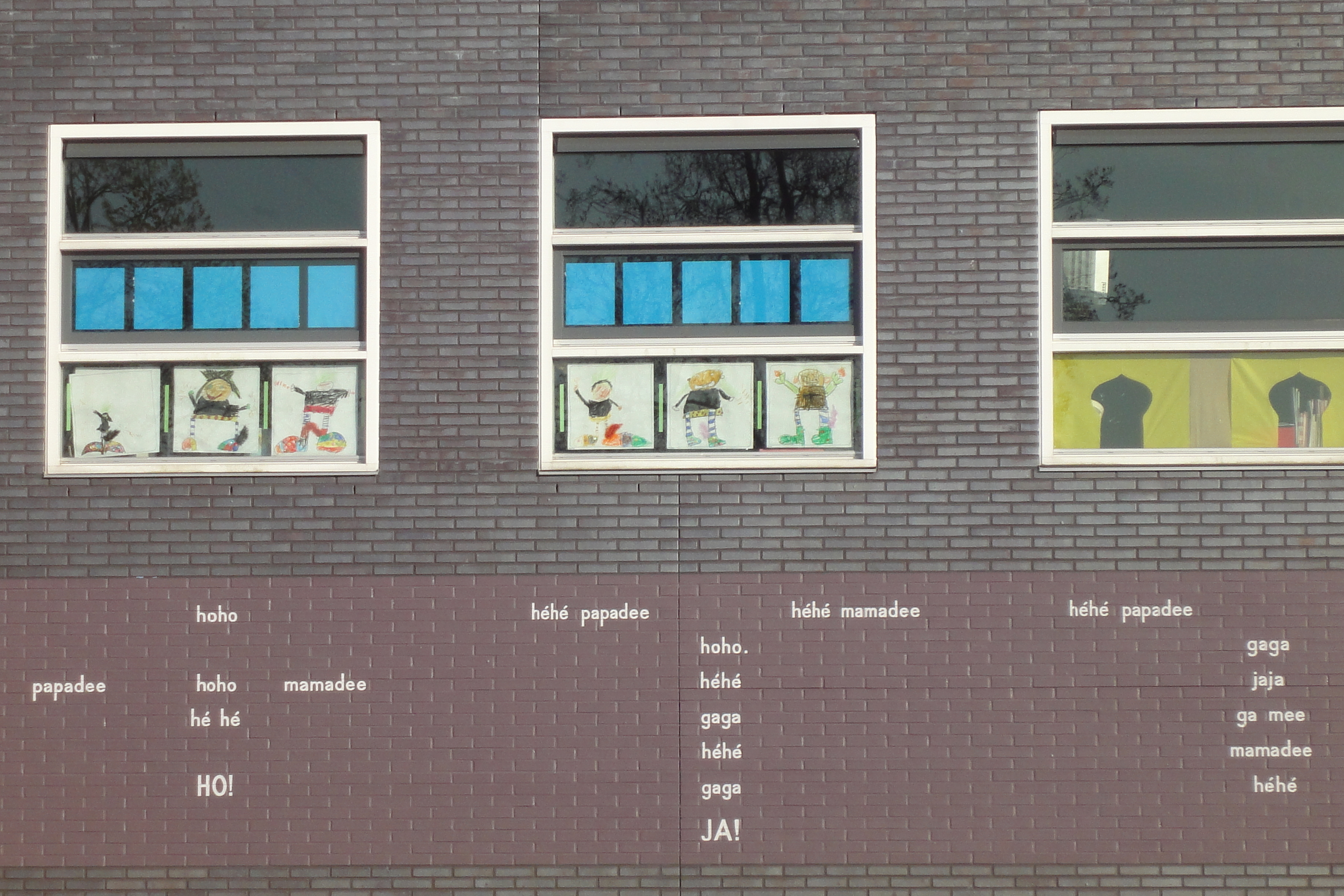
Jagadada av holländaren Antony Kok (1882-1969) på väggen till en gymnastiksal. Adressen är Damlaan 1.
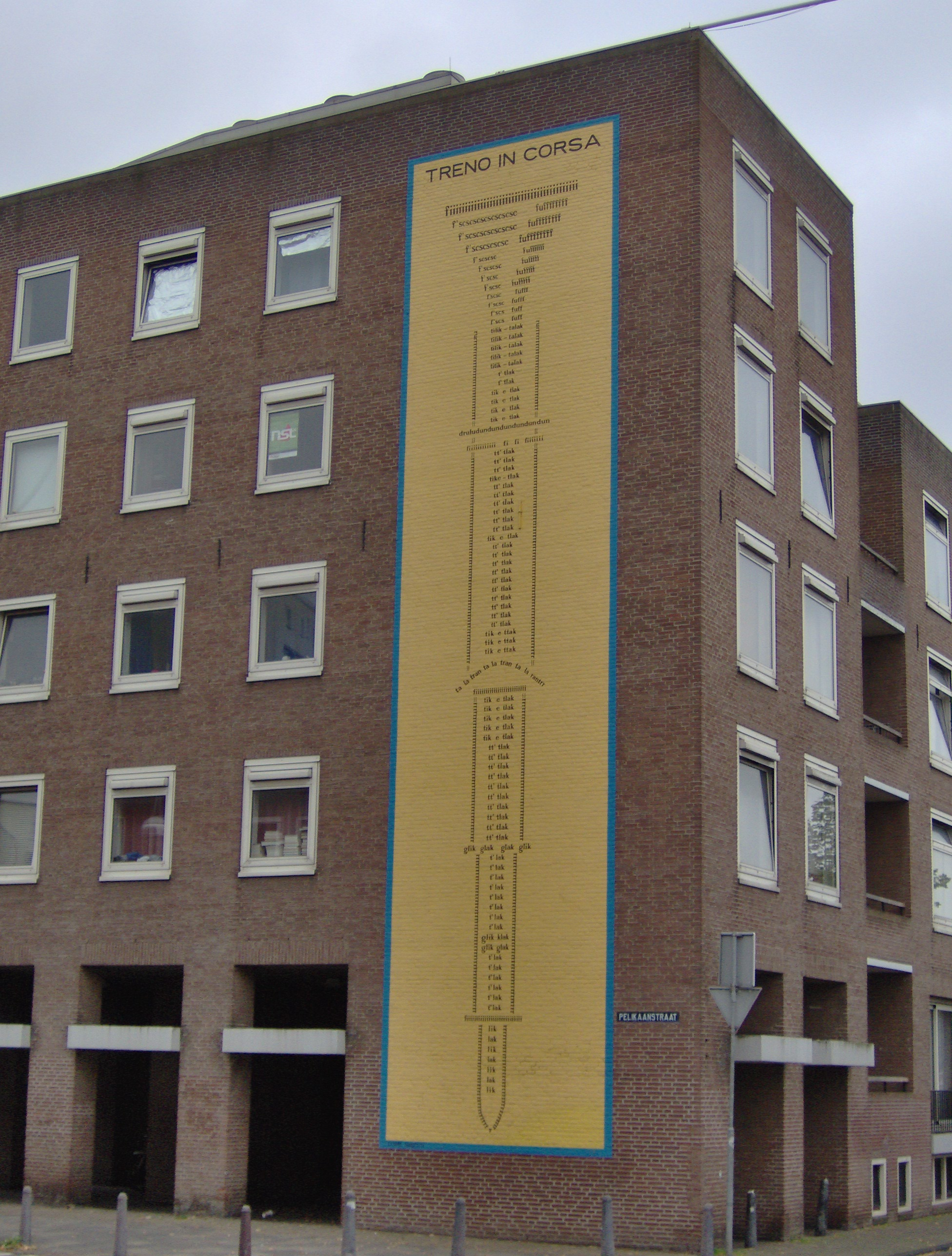
Treno in corsa (Tåg i rörelse) av den italienske futuristen Cesare Simonetti på Pelikaanstraat, i hörnet av Oude Vest.
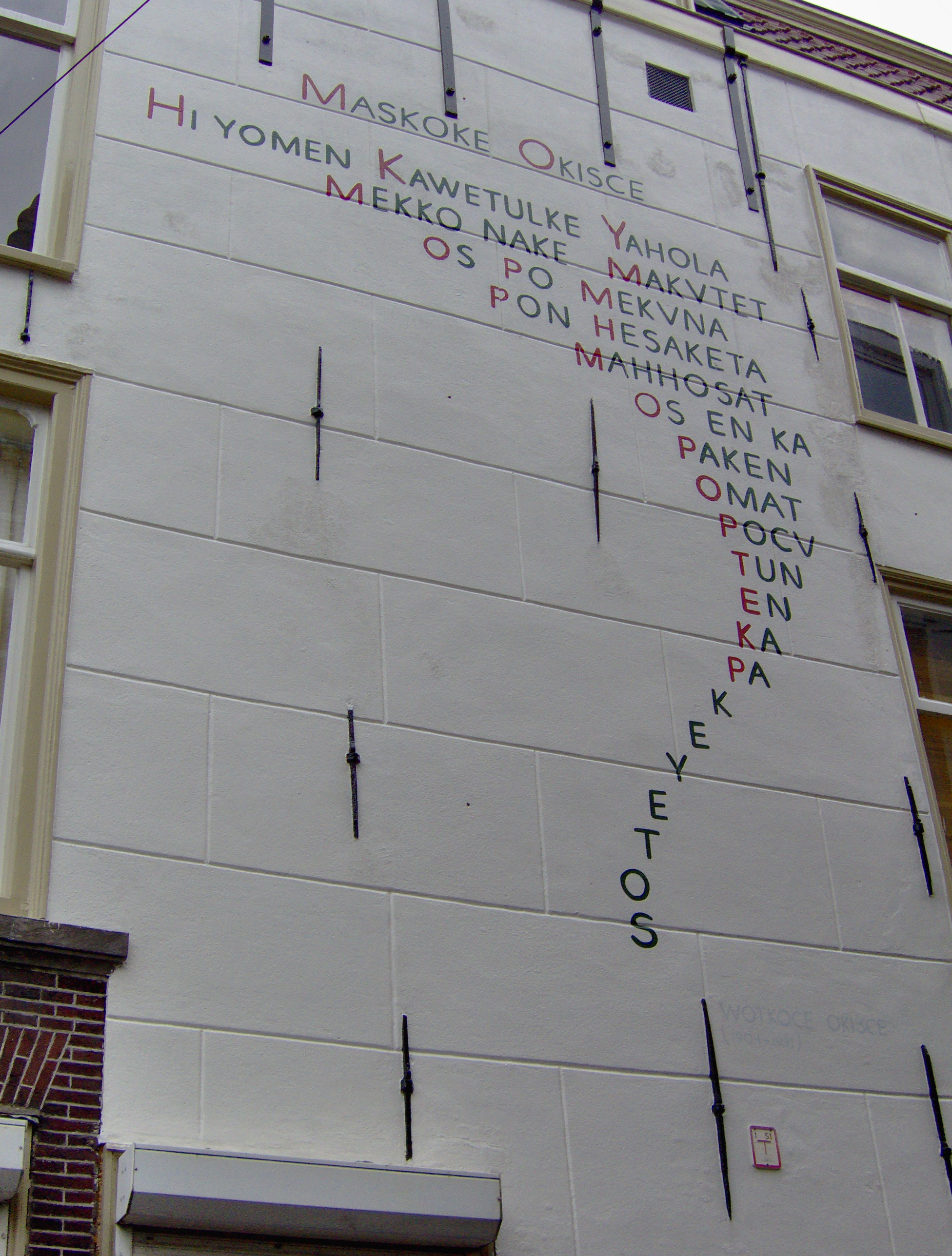
Maskoke Okisce (muskogeefabel) av den nordamerikanske creekindianen Louis (Little Coon) Oliver (1904-1991) på Nieuwe Rijn 23.
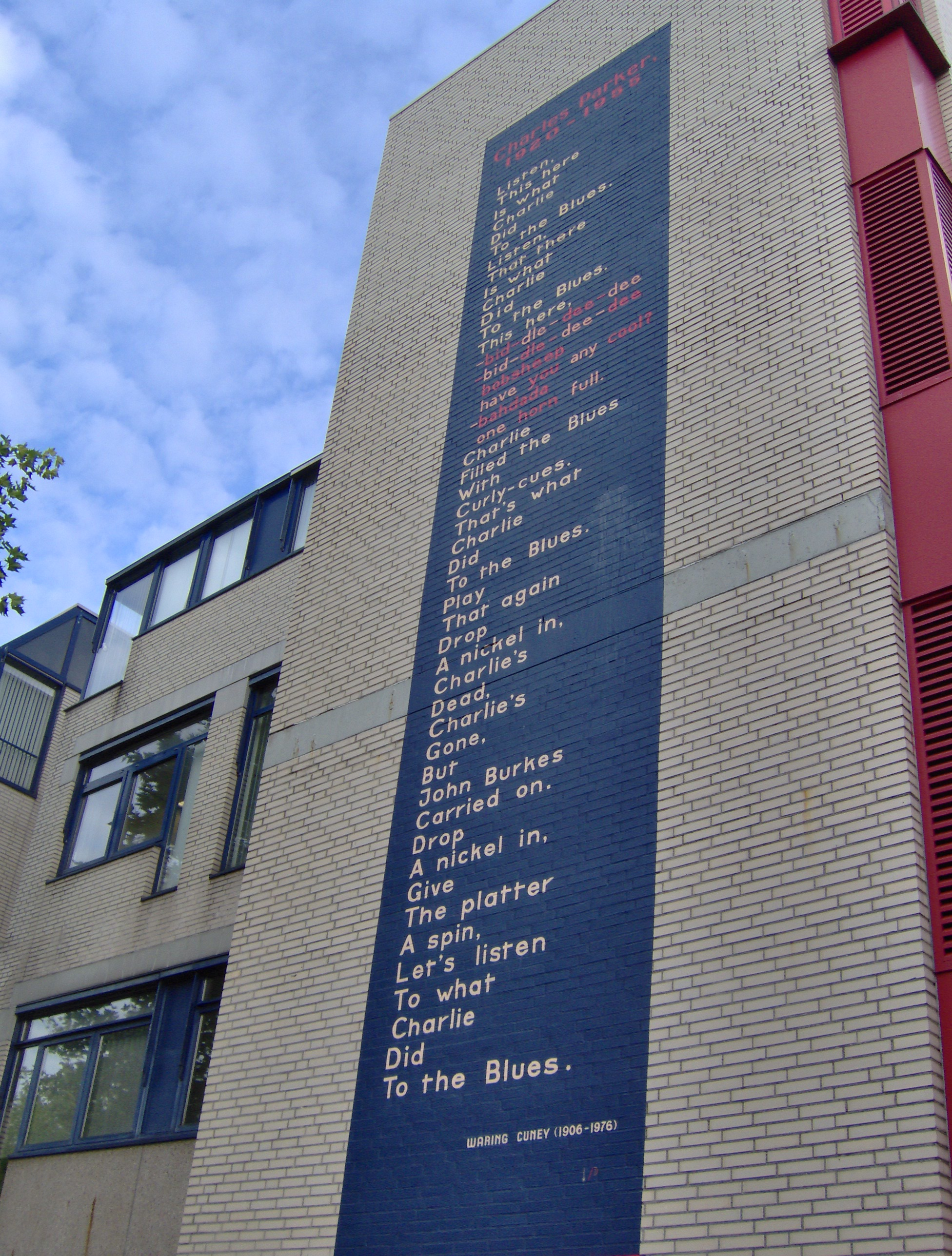
Charles Parker, 1920-1955 av afroamerikanen William Cuney (1906-1976) på Langegracht 72.
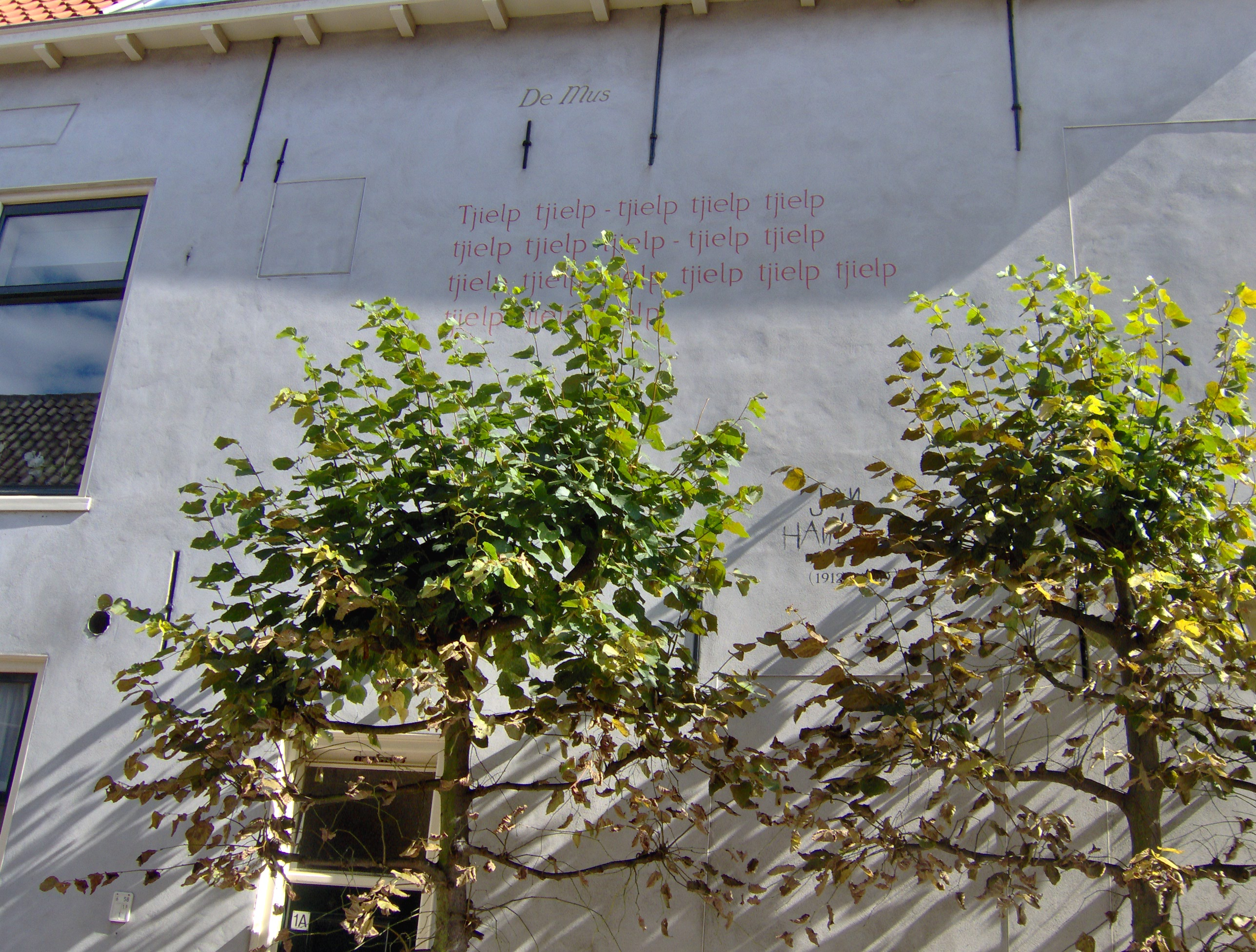
De mus (Sparven) av holländaren Jan Hanlo (1912-1969) på Nieuwe Rijn 107.
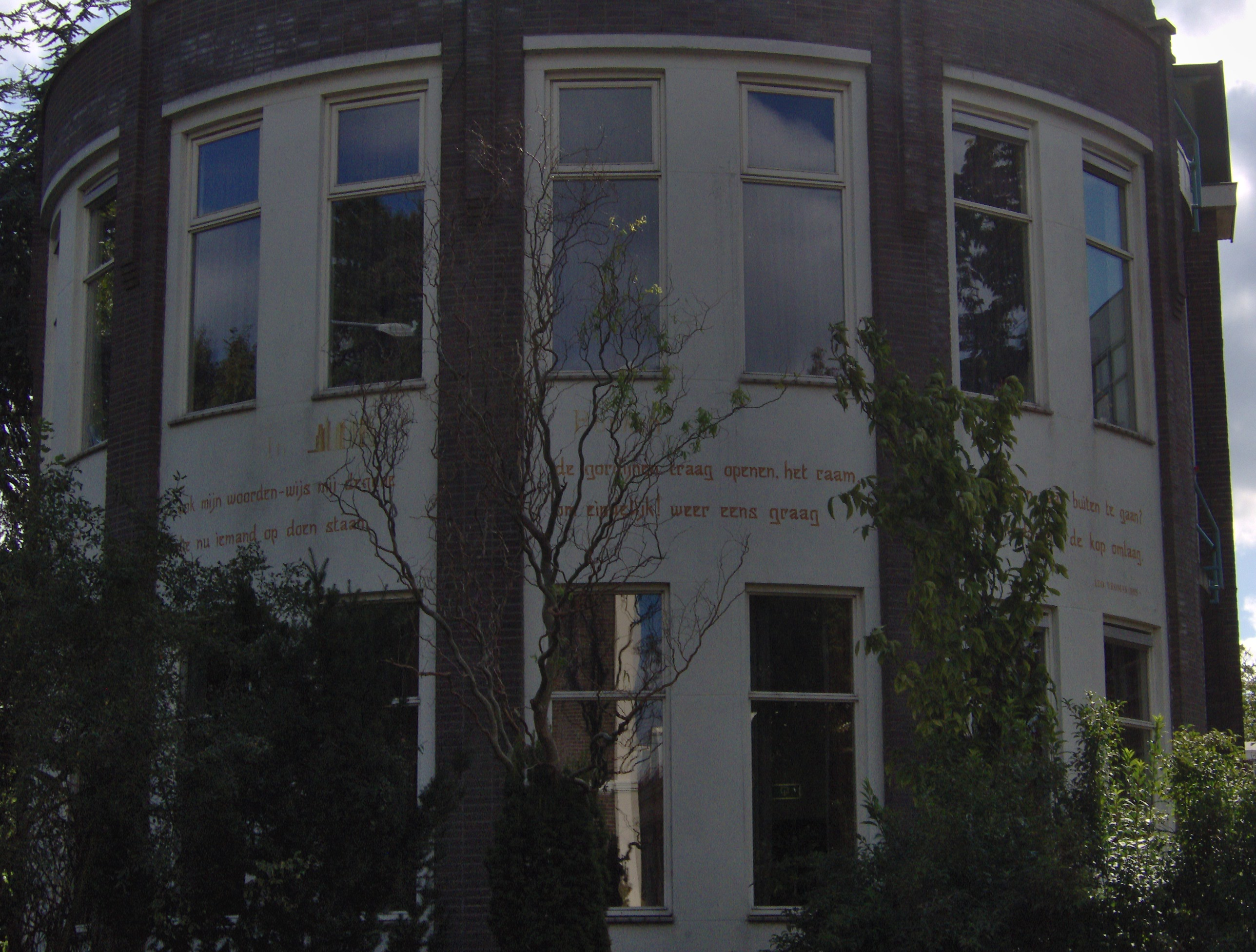
In 14 boeken (I 14 böcker) av holländaren Leo Vroman (*1915) på Plantsoen 1.
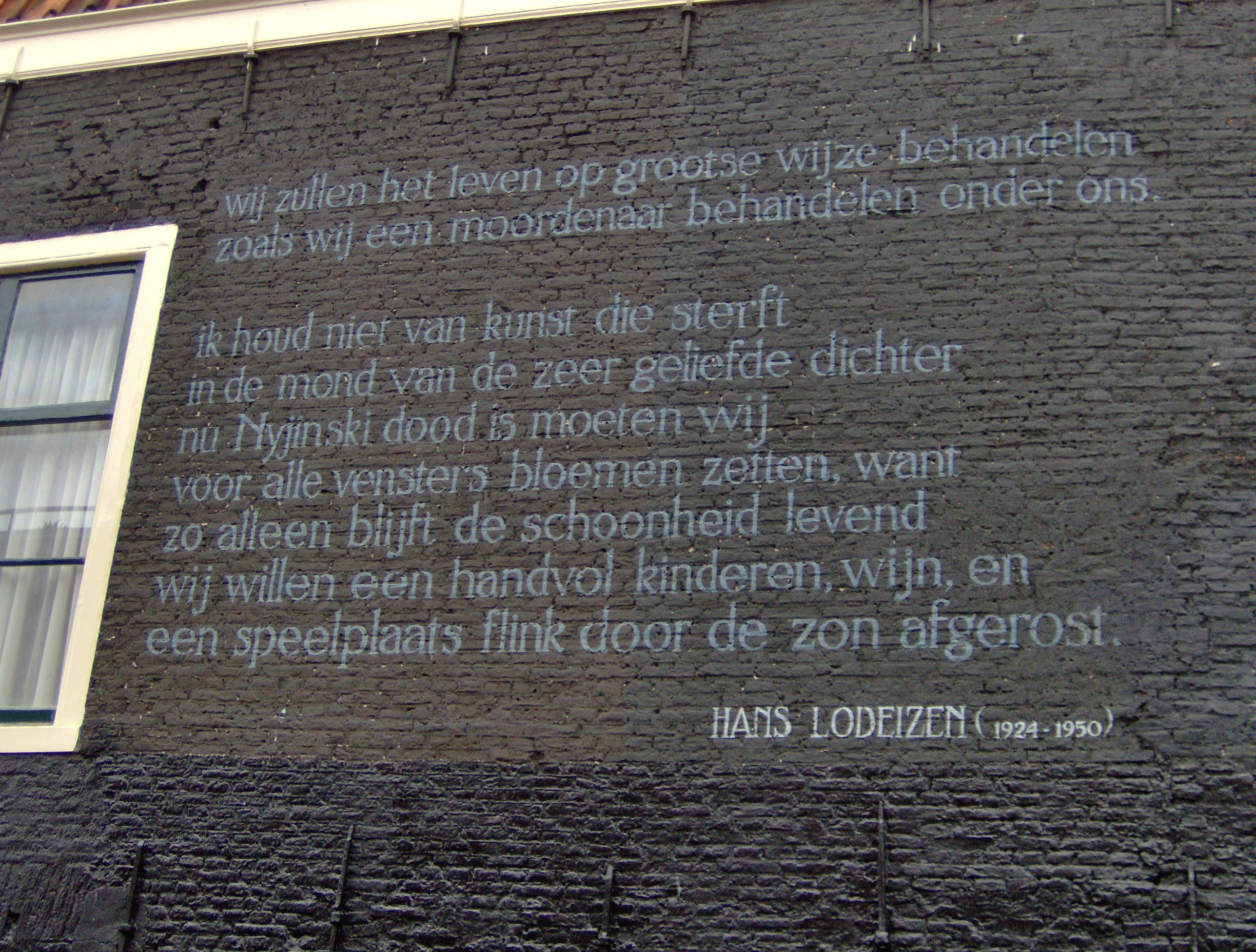
wij zullen het leven... (vi kommer att leva...) av holländaren Hans Lodeizen (1924-1950) på Haarlemmerstraat 78.
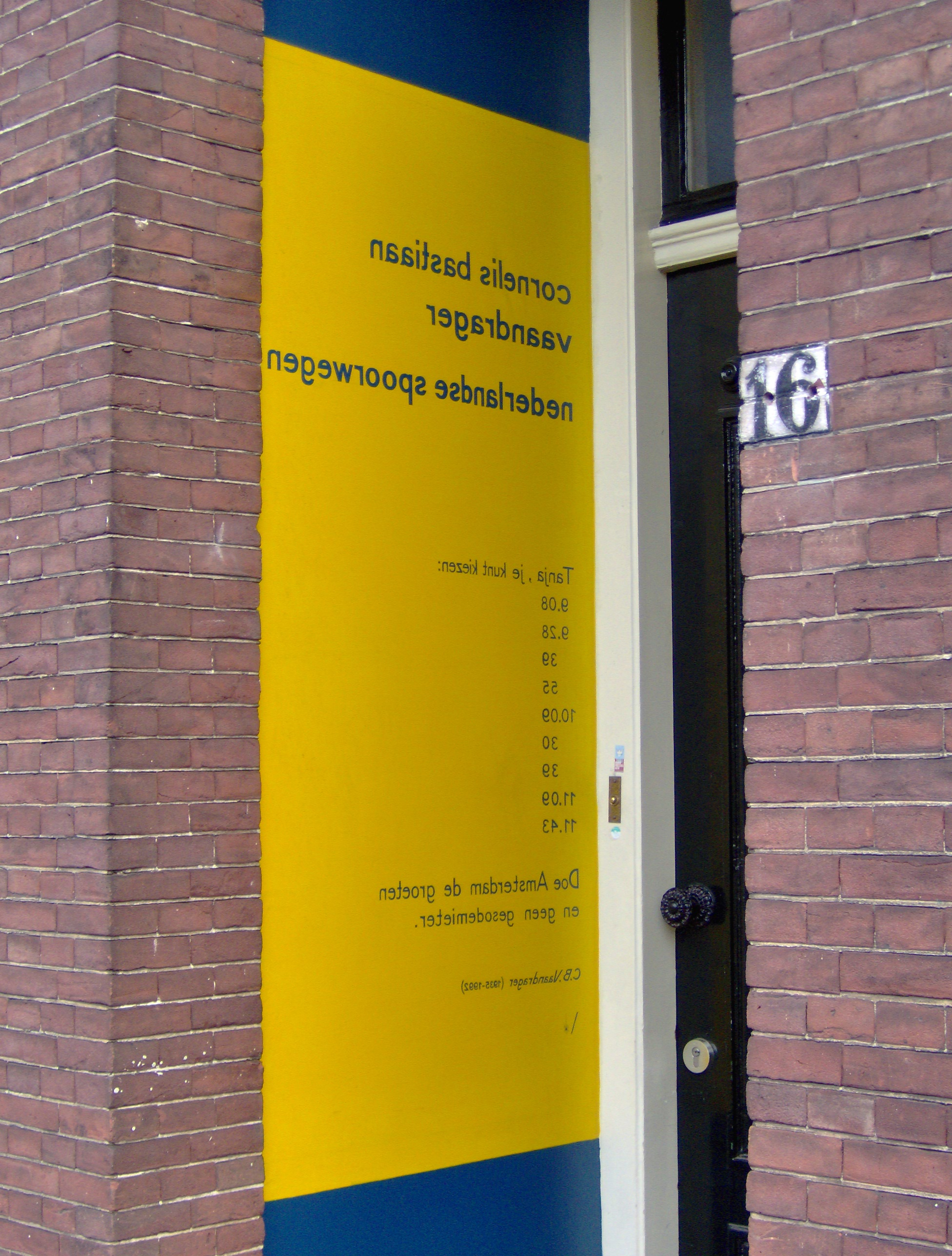
Nederlandse Spoorwegen (Nederländska Järnvägar) av holländaren Cor Vaandrager (1935-1992) på Morsweg 16.
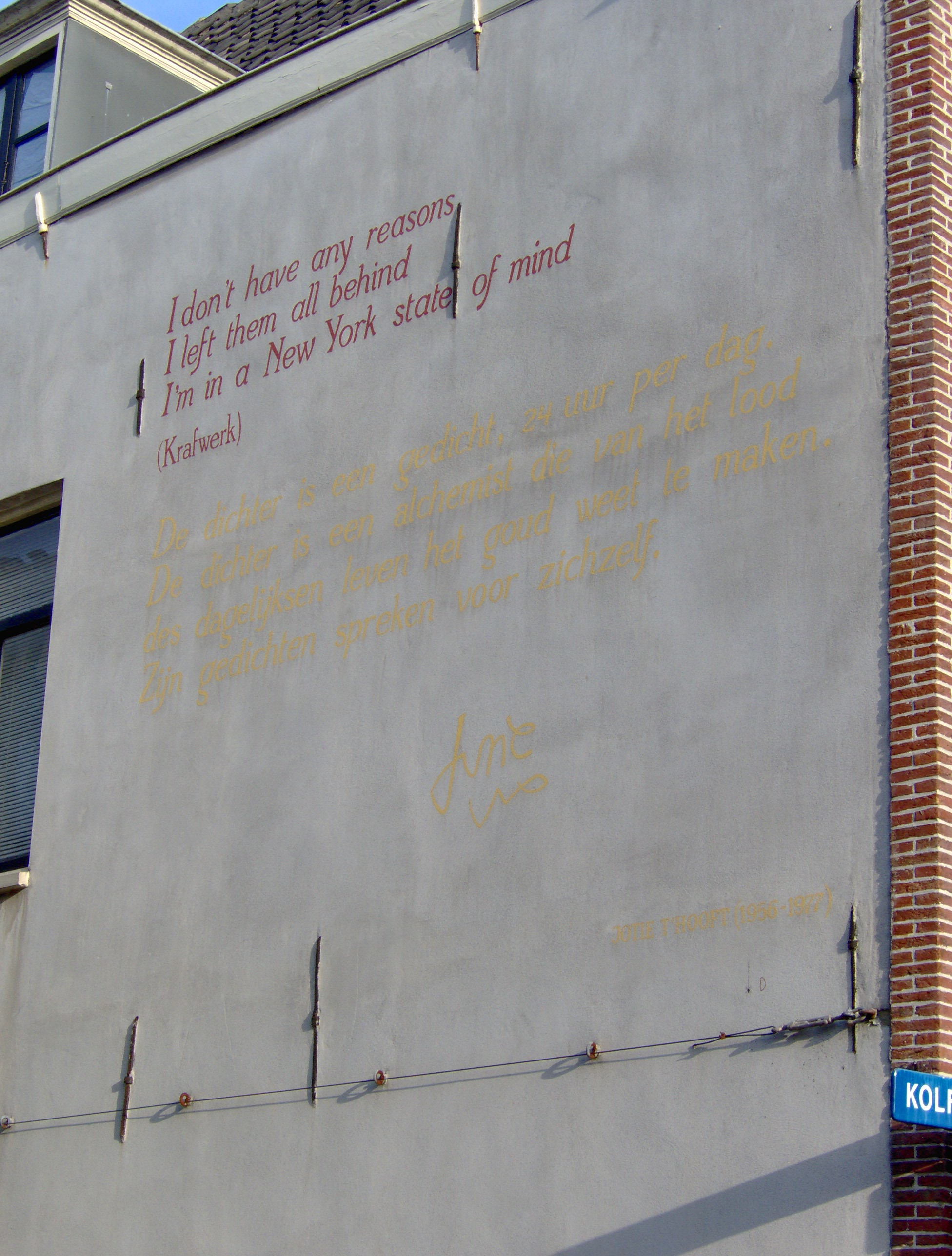
De dichter is een gedicht (Poeten är en dikt) av belgaren Jotie T'Hooft (1956-1977) på Rapenburg 91.
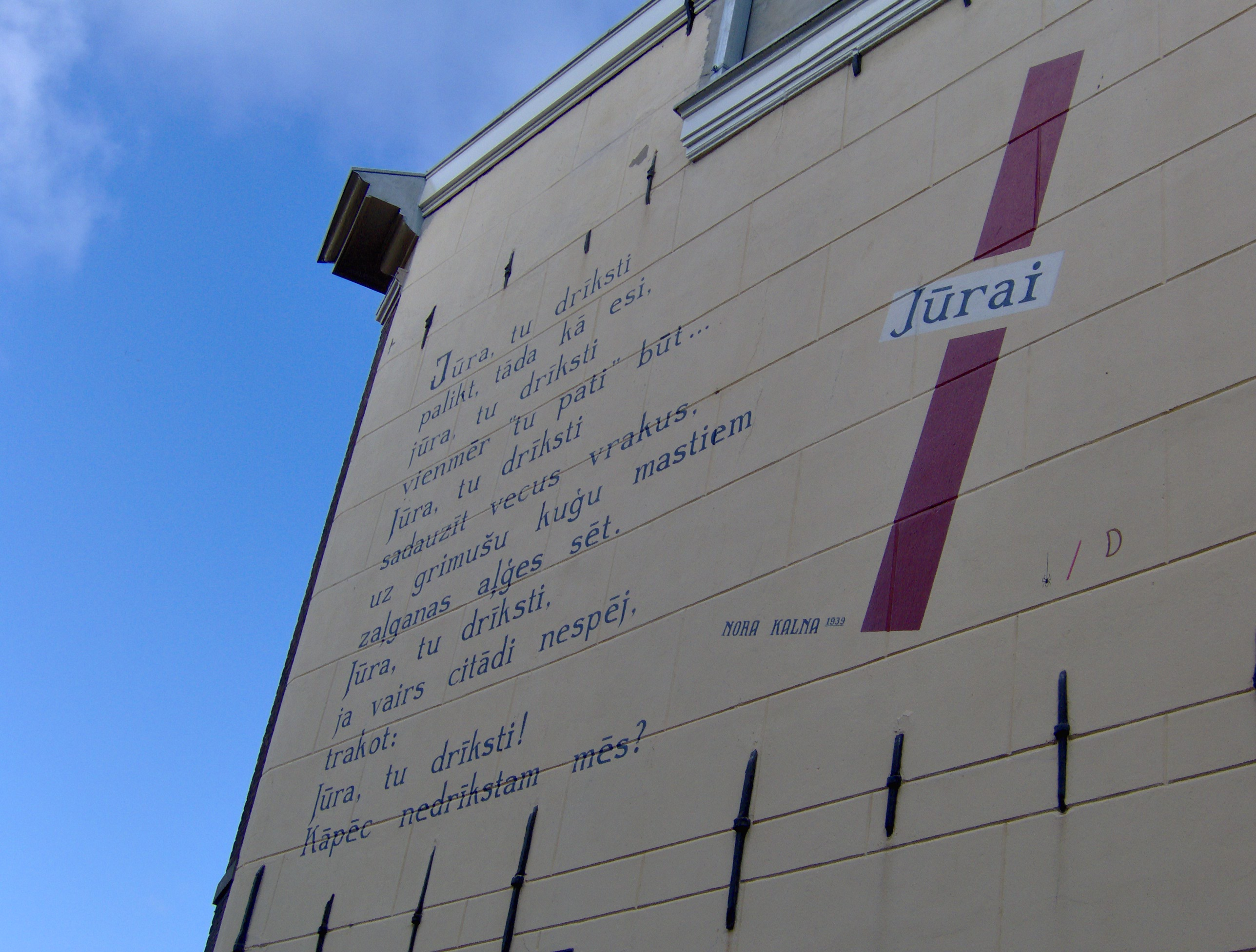
Jūrai (På havet) av lettiskan Nora Kalna (*1939) på Scheepmakerssteeg 2.
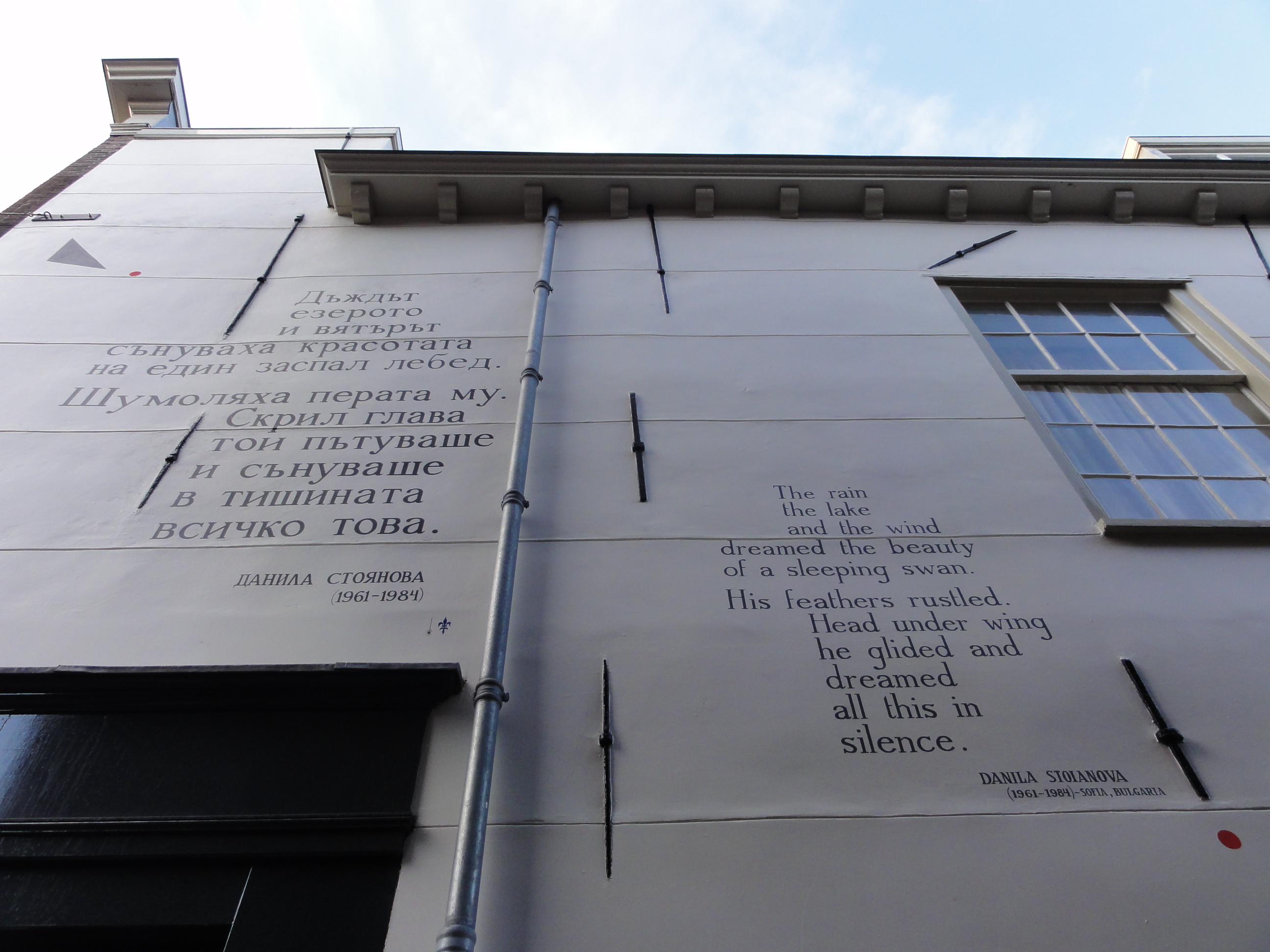
Regen meer en wind av bulgariskan Danila Stanova (1961-1984) på Breestraat, i hörnet av Ketelboetersteeg.

## Ytterligare poeter hedrade i Leiden
| - Chris Abani - Anna Achmatova - Gerrit Achterberg - Adonis - Carlos Drummond de Andrade - Guillaume Apollinaire - Ingeborg Bachmann - Basho - Charles Baudelaire - Konrad Bayer - Bernlef - Aleksandr Blok - I. K. Bonset - Jorge Luis Borges - Luís de Camões - Paul Celan | - Velimir Chlebnikov - Hugo Claus - e. e. cummings - Robert Desnos - Du Fu - Nils Ferlin - Herman Gorter - Horatius - Langston Hughes - Ingrid Jonker - Konstantinos Kavafis - John Keats - Federico García Lorca - Lucebert - Osip Mandelstam - Filippo Tommaso Marinetti | - Hendrik Marsman - Adam Mickiewicz - Eugenio Montale - Pablo Neruda - Paul van Ostaijen - Octavio Paz - Fernando Pessoa - János Pilinszky - Ezra Pound - Francisco de Quevedo - Pierre Reverdy - Rainer Maria Rilke - Arthur Rimbaud - Pierre de Ronsard - Tadeusz Różewicz - Sjota Rustaveli | - Sapfo - William Shakespeare - Sugawara no Michizane - Wisława Szymborska - Dylan Thomas - Pieter Jelles Troelstra - Marina Tsvetajeva - Paul Verlaine - Albert Verwey - Hendrik de Vries - Derek Walcott - William Carlos Williams - Jan Wolkers - William Butler Yeats |

### Fotnoter
1. ↑  Projektet startades av de båda bildkonstnärerna Ben Walenkamp och Jan-Willem Bruins via den privata stiftelsen Tegen-Beeld, med ytterligare bidrag från ett flertal företag och från staden Leiden.
2. ↑  Uppgifter om väggdiktprojektet. Arkiverad 23 juli 2017 hämtat från the Wayback Machine. muurgedichten.nl
3. ↑  En förteckning över dikter och diktare som ingår i projektet Poesi på väggarna. Arkiverad 23 juli 2017 hämtat från the Wayback Machine. muurgedischten.nl
4. ↑  Uppgifter kring Achterbergs tidiga väggdikt Kleine kaballistiek voor kinderen. Arkiverad 13 december 2011 hämtat från the Wayback Machine. muurgedichten.nl
5. ↑  Uppgifter kring Gerrit Achterbergs andra väggdikt Kleine ode aan het water. muurgedichten.nl
6. ↑  De första 43 dikterna finns samlade i Marleen van der Weijs bok Dicht op de muur: gedichten in Leiden, och resten finns beskrivna i en andra volym från 2005.
7. ↑  Nils Ferlin läser Stjärnorna kvittar det lika Dramatiska Institutet 2010.
8. ↑  Antony Koks väggdikt Jagadada. Arkiverad 4 mars 2016 hämtat från the Wayback Machine. muurgedichten.nl
9. ↑  Uppgifter kring Simonettis väggdikt. Arkiverad 26 juni 2015 hämtat från the Wayback Machine. muurgedichten.nl
10. ↑  Uppgifter kring William Waring Cuneys väggdikt Charles Parker. muurgedichten.nl
11. ↑  Uppgifter kring väggdikten In 14 boeken av Leo Vroman i Leiden. Arkiverad 4 mars 2016 hämtat från the Wayback Machine. muurgedichten.nl
12. ↑  Dikten är spegelvänt monterad i NJ:s (Nederländska Järnvägars) ursprungliga färger, och går att läsa mittemot i porten. Se här
13. ↑  Uppgifter kring Vaandragers väggdikt Nederlandse Spoorwegen. Arkiverad 4 mars 2016 hämtat från the Wayback Machine. muurgedichten.nl
14. ↑  Uppgifter kring Nora Kalnas väggdikt Jūrai. muurgedichten.nl